# Maladie de Wagner
 Mise en garde médicale
Le syndrome de Wagner est une maladie vitréo-rétinienne rare, à transmission héréditaire. C’est un trouble du tissu conjonctif qui affecte le collagène.

## Historique
La maladie doit son nom à l’ophtalmologue suisse Hans Wagner. Ce médecin décrivit en 1938 une famille des environs de Zurich, dont les membres présentaient les symptômes de la maladie. Depuis, une cinquantaine de familles (dont certaines sont très nombreuses) et d’individus ont été décrits[pas clair].

## Description
La maladie se caractérise principalement par des anomalies du vitré (absence de structure normale) qui apparaît optiquement vide. L’absence ou la faiblesse des vaisseaux sanguins dans la périphérie rétinienne provoquent un affaiblissement de la rétine, pouvant entraîner la perte de la vision de nuit. La maladie de Wagner favorise l’apparition précoce de la cataracte (dès l’âge de 30 ans) et l’atrophie de la choroïde. La plupart des patients atteints de la maladie de Wagner souffrent de myopie variant de modérée (> -2) à forte  (> -6).
Toutes les personnes ayant la maladie de Wagner ne sont pas atteintes au même degré : environ un quart d’entre elles n’en ressent que faiblement ou pas du tout les effets, la moitié environ est modérément gênée et le quart restant a des problèmes graves, comme le décollement de la rétine. La maladie a une évolution progressive due à l’augmentation du nombre de complications et de phénomènes dégénératifs au cours de la vie. 
Le syndrome de Wagner se transmet selon le mode autosomique dominant. Cela signifie que si une personne est atteinte de la maladie de Wagner, la probabilité des enfants d'être atteint est de 50 %, garçons aussi bien que filles. La maladie de Wagner se manifeste toujours, ce qui veut dire que si l’on est porteur du gène défectueux, on en présente toujours les symptômes, et notamment les anomalies vitréorétiniennes. 
Le syndrome de Wagner se rencontre chez des sujets de race blanche (caucasienne), ainsi que dans des familles japonaises et chinoises.  Le gène responsable du syndrome de Wagner a été récemment découvert : en 2005 à Tokushima, au Japon, et en 2006 à Nimègue, aux Pays-Bas. Il s’agit du gène codant la protéine versicane (CSPG2 = protéoglycane à chondroïtine sulfate), localisée  sur le bras long (q) du chromosome 5 humain (en 5q14.3). Ce gène entraîne une différence d’expression des protéines V0 et V1, due au fait que l’exon 8 est plus court ou que sa lecture n’a pas lieu du tout.